# Ellen van Langenová
Ellen Gezina Maria van Langenová (* 9. února 1966 Oldenzaal) je bývalá nizozemská atletka, běžkyně na střední tratě, olympijská vítězka v běhu na 800 metrů z roku 1992.

## Sportovní kariéra
Její kariéru opakovaně brzdila zranění. Kvůli nim jediného výrazného úspěchu dosáhla na olympiádě v Barceloně v roce 1992, kde zvítězila v běhu na 800 metrů.

## Osobní rekordy
- 800 metrů – 1:55,54 (Barcelona 1992)
- 1500 metrů – 4:06,97 (Lausanne 1994)
- 1 míle – 4:31,88 (Lausanne 1992)